# Balistapus undulatus
Balistapus undulatus là loài cá biển duy nhất thuộc chi Balistapus trong họ Cá bò da. Loài này được mô tả lần đầu tiên vào năm 1797.

## Từ nguyên
Tên chi Balistapus được ghép từ tên chi Balistes cùng hai âm tiết trong tiếng Hy Lạp cổ đại: a (ἀ; "không") và poús (πούς; "chân"), nghĩa là "một loài Balistes không có vây bụng" (thực tế là toàn bộ các loài cá bò đều không có vây bụng).
Tính từ định danh undulatus trong tiếng Latinh có nghĩa là "gợn sóng", hàm ý đề cập đến các vân sọc màu cam nhấp nhô trên thân của loài cá này.

## Phạm vi phân bố và môi trường sống
Từ Biển Đỏ dọc theo bờ biển Đông Phi, B. undulatus được phân bố rộng khắp khu vực Ấn Độ Dương - Thái Bình Dương, trải dài về phía đông đến quần đảo Line cùng quần đảo Marquises và Tuamotu (Polynésie thuộc Pháp), ngược lên phía bắc đến Nam Nhật Bản (gồm cả quần đảo Ogasawara), xa về phía nam đến rạn san hô Great Barrier (Úc) và Nouvelle-Calédonie.
Ở Việt Nam, B. undulatus được ghi nhận tại bờ biển Ninh Thuận, Phú Yên, cù lao Chàm, vịnh Nha Trang và quần đảo Trường Sa.
B. undulatus sống trên các rạn san hô ở độ sâu đến ít nhất là 50 m.

## Mô tả

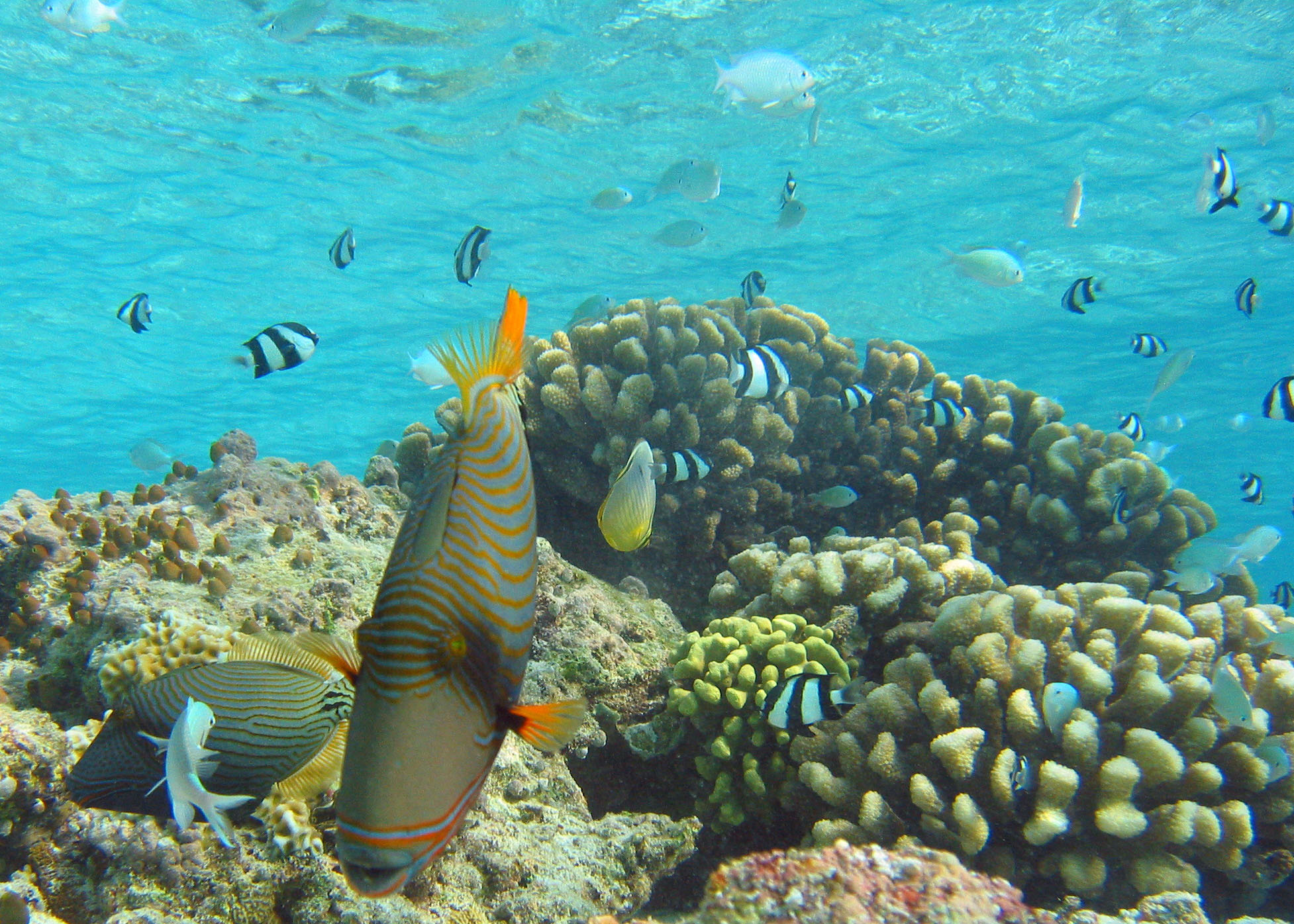

Chiều dài cơ thể lớn nhất được ghi nhận ở B. undulatus là 30 cm. Thân màu nâu lục hoặc xanh lục sẫm với các vân sọc màu cam trên khắp cơ thể. Một bộ ba dải sọc (dải xanh lam kẹp giữa hai dải cam) bao quanh miệng kéo dài xuống dưới vây ngực. Vây lưng mềm, vây hậu môn và vây ngực trong mờ, màu cam. Vây đuôi màu vàng cam, có đốm đen lớn ở cuống đuôi (bao quanh các gai đuôi).
Nhìn chung, cá đực có xu hướng lớn hơn và phần mõm nhìn nghiêng gần như phẳng, trong khi mõm của cá cái hơi lõm.
Số gai ở vây lưng: 3; Số tia vây ở vây lưng: 24–27; Số gai ở vây hậu môn: 0; Số tia vây ở vây hậu môn: 20–24; Số tia vây ở vây ngực: 13–15.

## Sinh thái học
Thức ăn của B. undulatus khá đa dạng, bao gồm tảo, san hô, cầu gai, nhuyễn thể, hải miên, lớp Thủy tức, sống đuôi và cá nhỏ.
Do hoạt động đào hang mà cầu gai Echinometra mathaei gây ra hiện tượng xói mòn sinh học làm tổn hại các rạn san hô. Ở Đông Phi, B. undulatus lại là loài săn mồi chủ yếu và chiếm ưu thế của cầu gai nên loài cá này đã góp phần ngăn chặn sự suy giảm hệ sinh thái rạn san hô. Việc mất đi quần thể B. undulatus đã dẫn đến sự gia tăng quần thể cầu gai ở khu vực này.
B. undulatus là loài có khả năng tạo ra âm thanh.

## Thương mại
B. undulatus được bán tươi và muối khô trong các chợ cá.